# Трай-Сити Американс
«Трай-Сити Американс» (англ. Tri-City Americans) — юниорский хоккейный клуб, выступающий в Западной хоккейной лиге (WHL). Клуб расположен в городе Кенневик, штат Вашингтон, США. Игры команды транслируются на радиостанции, вещающей на частоте 870 кГц средних волн.

## История
Точкой отсчёта длительной истории «Американс», богатой переездами и переименованиями был 1966 год. Тогда в самом первом чемпионате WHL приняло участие семь команд, одной из которых была «Калгари Баффалос», базировавшаяся в канадском Калгари. Год спустя клуб сменил название на «Калгари Сентэниэлс». В 1977 г. состоялся первый переезд — в американский город Биллингс, штат Монтана. Название новой команды — «Биллингс Бигхорнс». Время существования — 5 лет.
Сезон 1982/83 клуб проводит в канадском Нанаймо под названием «Нанаймо Айлендерс», после которого совершает очередное путешествие — на этот раз в соседний город Нью-Уэстминстер. Новое название — «Нью-Уэстминстер Брюинз». Годы существования: 1983—1988.
В 1988 г. совершается последний на сегодняшний день переезд и смена названия. Этот год и стал официальным годом основания «Трай-Сити Американс».
Лучшее достижение команды — выигрыш Западной конференции и выход в финал чемпионата WHL (где она уступила 1—4 в серии «Калгари Хитмен») в 2010 г. В сезоне 2010/11 «Американс» вылетели в 1/4 финала плей-офф WHL.

## Известные игроки
- Олаф Колциг (1988—1990) — обладатель приза Везина Трофи (лучшему вратарю НХЛ) в 2000 г.
- Стю Барнс (1988—1990)
- Владимир Вуйтек (1990—1992)
- Дэймонд Лэнгкоу (1992—1996)
- Шелдон Сурей (1993—1995)
- Рональд Петровицки (1994)
- Брайан Буше (1994—1997)
- Скотт Гомес (1997—1999) — двукратный обладатель Кубка Стэнли.
- Йозеф Мелихар (1997—1999)
- Джон Мирасти (2000—2001)
- Кэри Прайс (2003—2007) - обладатель приза Везина Трофи (лучшему вратарю НХЛ) в 2015 г.

Впоследствии ставший знаменитым голкипером Национальной хоккейной лиги игрок «Американс» Олаф Колциг стал первым вратарём в истории WHL, которому удалось забить гол. 29 ноября 1989 г. в концовке матча против «Сиэтл Тандербёрдз» он поразил пустые ворота соперника.
В сезоне 2002/03 за «Американс» один матч провела 16-летняя девушка-голкипер Шэннон Сабадош, став таким образом первой женщиной, поучаствовавшей в играх WHL. В 2010 г. Сабадош стала олимпийской чемпионкой в составе сборной Канады.